# Cariati
Cariati (albanès Kariati) és un municipi italià, dins de la província de Cosenza. L'any 2006 tenia 8.416 habitants. És un dels municipis on viu la comunitat arbëreshë. Limita amb els municipis de Crucoli (KR), Scala Coeli i Terravecchia.

## Administració
| Període | Identitat             | Partit         |
| ------- | --------------------- | -------------- |
| 2006-   | Filippo Giovanni Sero | Centreesquerra |